# Vladimir Chaïnski
Vladimir Yakovlevitch Chaïnski (en russe : Влади́мир Я́ковлевич Шаи́нский) était un compositeur soviétique puis russe, né le 12 décembre 1925 à Kiev en république socialiste soviétique d'Ukraine et mort le 25 décembre 2017 aux États-Unis.
Vladimir Chaïnski est connu comme auteur de musique pour enfants, notamment pour des dessins animés soviétiques devenus « culte » comme Guéna le crocodile (1969), La vieille dame au Chapeau-Claque (1974). Il a gagné à plusieurs reprises le concours-festival Chanson de l'Année créé par la télévision soviétique.
En 2000, le compositeur est parti vivre en Israël où il demeura jusqu'à 2004, année où il obtint la carte de résident permanent aux États-Unis. Depuis, il a vécu et travaillé entre la Russie et les États-Unis. 
Il était membre du parti politique Russie unie. 

## Biographie
Vladimir Chaïnski nait dans une famille juive de Kiev. Son père Iakov Chaïnski est un ingénieur chimiste, et sa mère Ita Chaïnski une biologiste. En 1936, il commence l'étude du violon au collège musical au sein de l'Académie de musique Tchaïkovski de Kiev. En 1941, lorsque les opérations militaires de la Seconde Guerre mondiale s'ouvrent sur le front de l'Est, Chaïnski avec sa famille est évacué à Tachkent où il poursuit sa formation à Oʻzbekiston konservatoriyasi (uz) jusqu'en 1943, l'année quand il est appelé dans l'Armée rouge. Il effectue son service militaire dans le régiment de transmissions en Asie centrale. Pendant cette période il commence à composer.
De retour à la vie civile en 1945, Vladimir Chaïnski étudie dans la classe d'orchestration au Conservatoire Tchaïkovski de Moscou. En 1949-1952, il se produit avec le groupe de jazz de Léonid Outiossov, puis, devient professeur de violon à l'école musicale (1952-1954). En 1954-1962, il travaille comme orchestrateur, compositeur et directeur musical pour différents orchestres de variétés.
En 1962, il entre dans la classe de composition de Gara Garayev à l'Académie de musique Hajibeyov de Bakou et en sort diplômé en 1965.
Depuis 1966, il était membre de l'Union des compositeurs soviétiques, depuis 1974, membre de l'Union cinématographique soviétique ((ru) Союз кинематографистов СССР). 
Vladimir Chaïnski est l'auteur de plusieurs comédies musicales pour enfants. Il a mis en musique les œuvres des poètes soviétiques de la langue yiddish comme Aron Vergelis (en), Moisej Tejf (en) et Yosef Kerler (ru). Il est célèbre pour sa musique de films et de variétés écrite en collaboration avec Lev Ochanine, Edouard Ouspenski, Robert Rojdestvenski, Mikhaïl Tanitch (en), Youri Entine (en). Il apparait lui-même à l'écran dans la comédie policière 8 ½ $ de Grigori Konstantinopolsky (1999) et dans la comédie DMB (en) de Roman Katchanov Jr. qui reçoit le prix FIPRESCI au Kinotavr en 2000.   
Le compositeur meurt le 25 décembre 2017 à San Diego, des suites d'une longue maladie.
Le 28 décembre 2017, l'agence TASS annonce que le ministère de la Culture de la fédération de Russie a conclu un accord préliminaire selon lequel Vladimir Chaïnski sera enterré en Russie après le 12 janvier 2018.